# 多倫多聯合醫療系統
多倫多聯合醫療系統（英語：Unity Health Toronto）是加拿大安大略省多倫多的一個天主教醫院系統，由聖米高醫院、天佑醫院及聖若瑟醫療中心於2017年合併而成。其為加拿大最大的天主教醫療系統。
2019至2020年，該系統三所分院的住院人數近4.6萬人次，急症室就診人數逾17.3萬人次，平均住院時長為6.3天。

## 轄下醫院

### 天佑醫院
天佑醫院（Providence Healthcare）建於1857年，是多倫多士嘉堡的一所康復醫院，有245張床位，為長者提供長期護理及紓緩治療。

### 聖若瑟醫療中心
聖若瑟醫療中心（St. Joseph's Health Centre）建於1921年，是多倫多西區的一所全科醫院，有376張床位。

### 聖米高醫院
聖米高醫院（St. Michael's Hospital）建於1892年，是多倫多市中心花園區的一所教學醫院，有463張床位，附屬於多倫多大學醫學院。該院擁有大多倫多地區的兩個一級成人創傷中心之一，並配有用於空中救護服務的直升機坪。

## 外部連結
- 官方网站